# Cmentarz żydowski w Jarczowie
Cmentarz żydowski w Jarczowie – kirkut został założony w połowie XVIII wieku. Położony jest on w południowej części wsi przy ul. 3 Maja 31.
W czasie II wojny światowej hitlerowcy zniszczyli nekropolię. Na terenie 0,06 ha zachowały się fragmenty 2 macewy oraz wał ziemny, będący dawnym ogrodzeniem kirkutu. Cmentarz ma kształt prostokąta, obecnie wykorzystywany jest jako pole uprawne.